# Будковце (район Михаловце)

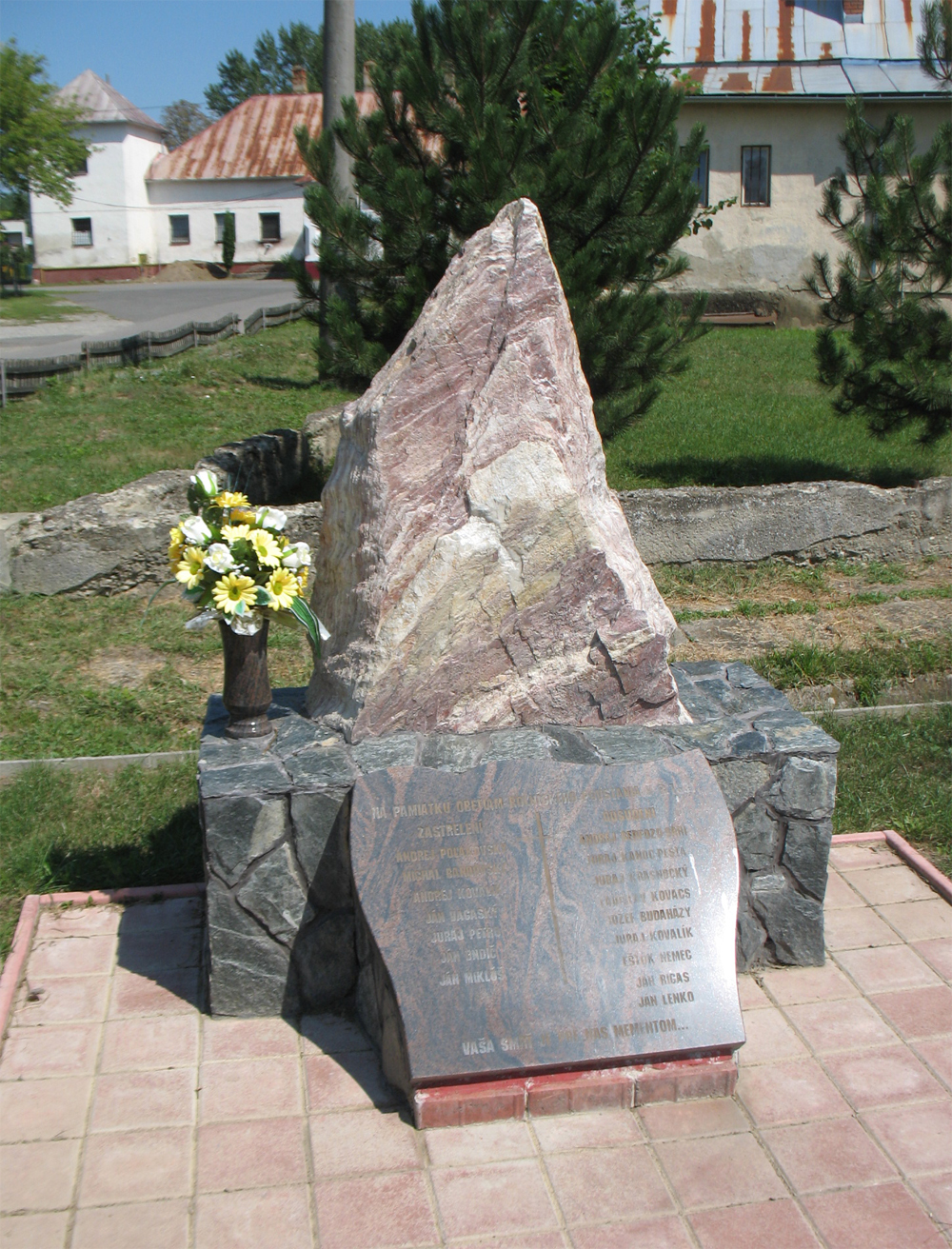
Памятник восстанию 1831 года

Будковце (словац. Budkovce, венг. Butka) — деревня и община Михаловецкого района Кошицкого края, Словакии.
Расположена на востоке Восточно-Словацкой низменности, в 14 км к югу от города  Михаловце, примерно в 2-х км от реки Лаборец. Центр деревни находится на высоте 102 м над уровнем моря.
В административном отношении община разделена на 2 части: Будковце и Дольны лес.
Площадь 19,84 км². 

## Население
| Год:                | 1994 | 2004    | 2014    | 2024 |
| ------------------- | ---- | ------- | ------- | ---- |
| Количество человек: | 1552 | 1476    | 1505    | 1505 |
| Разница:            |      | −4,89 % | +1,96 % | +0 % |

По состоянию на 31 декабря 2022 года население составляло 1507 человек. Население преимущественно словацкое.

## История
Первое письменное упоминание о деревне относится к 1319 году как Bwtka . Будковце были резиденцией местной богатой семьи Буткай , которая владела этим местом и построила замок, который был разрушен в XV веке. С XIV по XIX века развивался как город, в котором преобладали сельское хозяйство и ремесла. В 1828 г. в общине было 168 домов и 1275 жителей.
До 1918/1919 года принадлежала Венгерскому королевству , затем перешла в состав Чехословакии , сегодня Словакии.
В деревне есть почтовое отделение , филиал Словацкого банка , страховая компания , ЗАГС, спортивный зал и футбольное поле .

## Достопримечательности
- загородный замок 1617 года
- римско-католическая  церковь Троицы, первоначально XIV века.